# 스파키 마커스
스파키 마커스(Sparky Marcus, 1967년 12월 6일 ~ )는 미국의 배우, 텔레비전 배우, 성우이다.
할리우드에서 태어났다.

## 영화
- 전자 두뇌 인간 (1983년)
- 프리키 프라이데이 (1976년)